# Бандарі (Мтвара)
Футбольний клуб Бандарі або просто Бандарі (англ. Bandari Football Club) — професіональний танзанійський футбольний клуб з міста Мтвара. Домашні матчі проводить на стадіоні «Умоджа», який вміщує 5000 глядачів.